# 梁一飛
梁一飛（1911年—1949年5月3日），號勁明，原籍梅縣，寄籍潮州。日本士官學校廿六期炮兵科畢業。

## 生平
歷任中央陸軍官校教官、軍委會辦公廳上校參謀、一五七師參謀長、第二方面軍少將處長。抗日戰爭勝利後兼任二方面軍前進指揮所少將副主任。1946年任廣東省保安司令部高參。其因組織叛亂團體ㄧ「鷹社」，與中共聯繫策動保安部隊投共而被喻英奇捕獲。1949年5月3日在汕頭與陳侃一同被槍決。1953年被追認為「革命烈士」。